# Diane Sawyer
Pour les articles homonymes, voir Sawyer.
Lila Diane Sawyer, née le 22 décembre 1945 à Glasgow (Kentucky, États-Unis), est une journaliste de télévision américaine, travaillant pour le compte de la chaîne ABC News. En 2001, elle est classée par le Ladies Home Journal parmi les 30 femmes les plus influentes aux États-Unis.
De décembre 2009 à septembre 2014, Diane Sawyer est la présentatrice d'ABC World News, l'un des journaux télévisés les plus importants aux États-Unis. Avec Katie Couric, elle est l'une des rares femmes à présenter en solo le journal télévisé d'une grande chaîne nationale.
En 2011, le magazine américain Forbes la classe 47e femme la plus puissante du monde.

## Biographie
Née à Glasgow dans le Kentucky, sa famille, catholique, déménagea ensuite à Louisville où son père Erbon Powers Tom Sawyer fit une carrière politique au sein du Parti républicain. Celui-ci était juge dans le comté de Jefferson au moment où il perdit la vie dans un accident de voiture sur l'Interstate 64, en 1969. Le parc E. P. “Tom” Sawyer State Park situé à Louisville est nommé en son hommage. Diane suivit des cours à la Seneca High School de Louisville. En 1963, elle remporta le titre de Miss America junior. En 1967, elle reçut un diplôme d'anglais au Wellesley College dans le Massachusetts.
Après avoir brièvement suivi des cours de droit à l'université de Louisville, Diane devint présentatrice de télévision pour la chaîne locale WLKY-TV de Louisville. En 1970, le secrétaire de presse de la Maison-Blanche, Ron Ziegler, loua ses services en faveur du président américain républicain Richard Nixon jusque 1975. Plus tard, elle sera suspectée des fuites dans l'affaire du Watergate.
Elle a été soupçonnée être la personne surnommée Gorge profonde qui aurait divulgué les informations à Bob Woodward. Cependant, elle est blanchie lors d'un aveu public de Bob Woodward.
En 1978, Sawyer rentre à CBS comme correspondante politique et présenta l'émission CBS Morning News avec Bill Kurtis en 1981. En 1984, elle est une des correspondantes de l'émission 60 Minutes où elle reste cinq ans. Le 29 avril 1988, elle épouse le cinéaste Mike Nichols.
En 1989, elle signa un contrat chez ABC pour présenter Primetime Live avec Sam Donaldson. En 1999, Sawyer signa un contrat juteux pour présenter la célèbre émission matinale Good Morning America avec Charles Gibson, personnalité influente de la télévision américaine.
Le 2 septembre 2011, ABC News annonce que l'animation du journal télévisé de la chaîne va prochainement échoir à Diane Sawyer, qui présente sa première émission le 21 décembre suivant. Elle devient alors la présentatrice de l'un des journaux télévisés les plus regardés des États-Unis d'Amérique. À ce poste convoité, elle succède à son ancien coéquipier de Good Morning America, Charles Gibson.
En 2013, elle interviewe Malala Yousafzai, Barack Obama, Amanda Knox, George W. Bush et Laura Bush.
Le 25 juin 2014, Sawyer déclare qu'elle compte délaisser la présentation d'ABC World News au mois de septembre suivant. David Muir la remplace alors à l'animation du journal télévisé.

## Interviews importantes
Diane Sawyer est très connue aux États-Unis pour ses grands talents d'intervieweuse ; au cours de sa carrière, elle a, entre autres, interrogé : 
- des chefs d'État : 
  - George W. Bush
  - Bill Clinton et sa femme Hillary
  - Mahmoud Ahmadinejad
  - Saddam Hussein
  - Bachar el-Assad
  - Fidel Castro
  - Jerry Rawlings
- des politiciens :
  - Nancy Pelosi
  - Robert MacNamara
  - Nancy Reagan
- des militaires :
  - l'amiral Hyman Rickover
  - le général Manuel Noriega
- des chanteurs :
  - Whitney Houston
  - Bobby Brown
  - Lisa Marie Presley
  - Michael Jackson
  - les Dixie Chicks
  - Britney Spears
  - Clay Aiken
- des acteurs :
  - Michael J. Fox
  - Mel Gibson
- ou encore des meurtriers :
  - Charles Manson
  - Patricia Krenwinkel
  - Susan Atkins
  - Leslie Van Houten

## Divers
- En 2003, elle reçoit l'Award d'Excellence des GLAAD (prix des gay et lesbiennes contre la diffamation).
- Sawyer reçut avec le producteur Robbie Gordon le prix journalistique 2004 George Polk Award[3] pour son documentaire sur les mauvaises conditions dans les hôpitaux pour vétérans de guerre dans tout le pays. Ce reportage entraîna une réaction de l'administration pour améliorer le système.
- Sawyer est membre de la Fondation Robin Hood qui lutte contre la pauvreté à New York.
- Dans le film Une famille très moderne (2010) avec Jennifer Aniston, il est suggéré que le personnage principal, interprété par Jason Bateman, se sert d'une photo de Diane Sawyer présente dans un magazine afin de faire le « don » de sperme nécessaire pour remplacer celui qu'il a malencontreusement vidé dans un lavabo.